# 狭鳞藓
狭鳞藓（学名：Stenolejeunea apiculata）为细鳞藓科狭鳞藓属下的一个种。